# Hyvinge järnvägsstation
Hyvinge järnvägsstation (Hy) är en järnvägsstation i Hyvinge i landskapet Nyland i Finland. 
Hyvinge är en järnvägsknut för Helsingfors-Riihimäki-banan och Hyvinge-Karis-banan. Närtågen R, H, och T i Huvudstadsregionens närtrafik stannar vid stationen, som invigdes 1862. 
Strax söder om Hyvinge järnvägsstation ligger ändstationen för Hyvinge-Karis-banan. Den disponeras av Finlands järnvägsmuseum.

## Bildgalleri

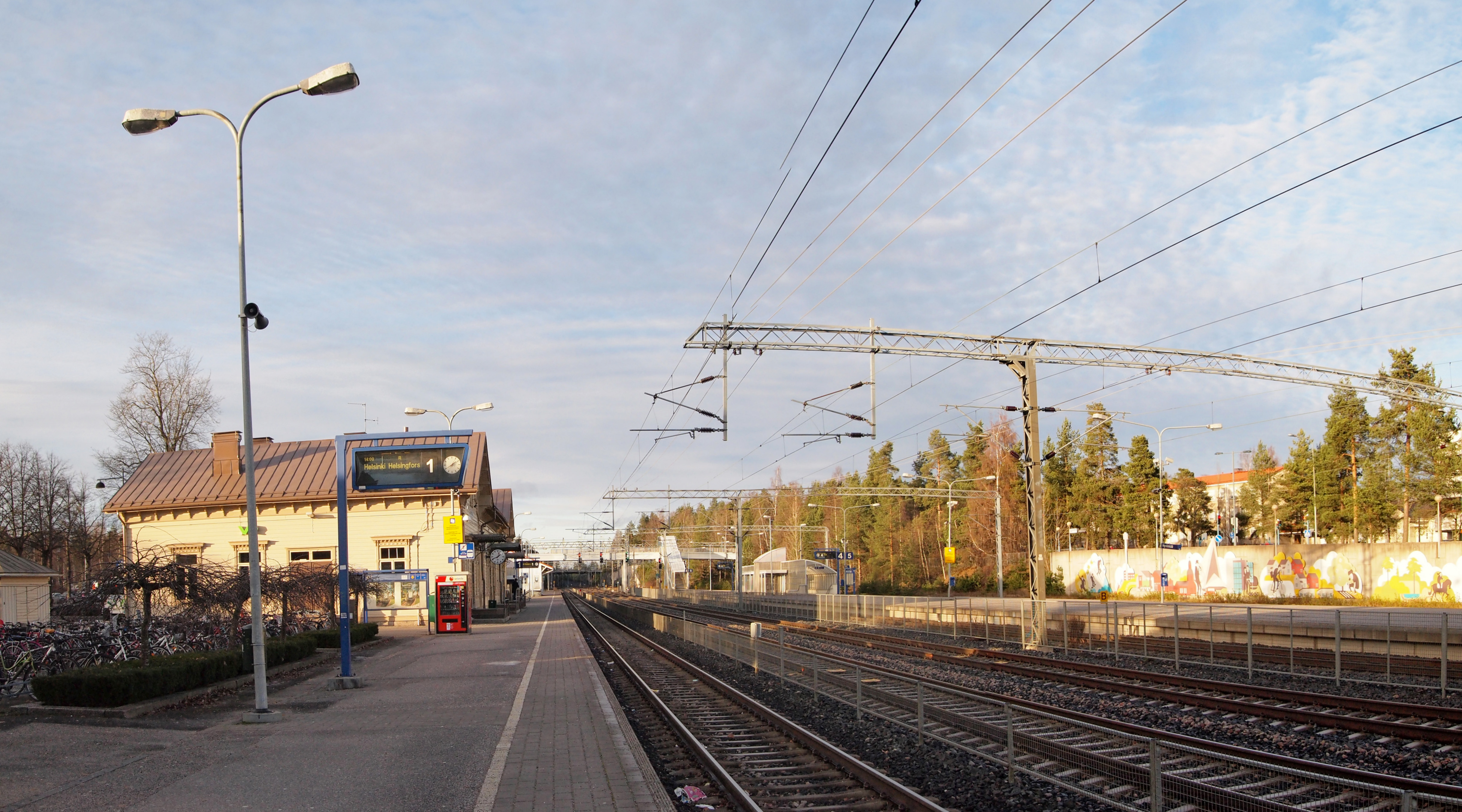
Stationsområdet, 2013
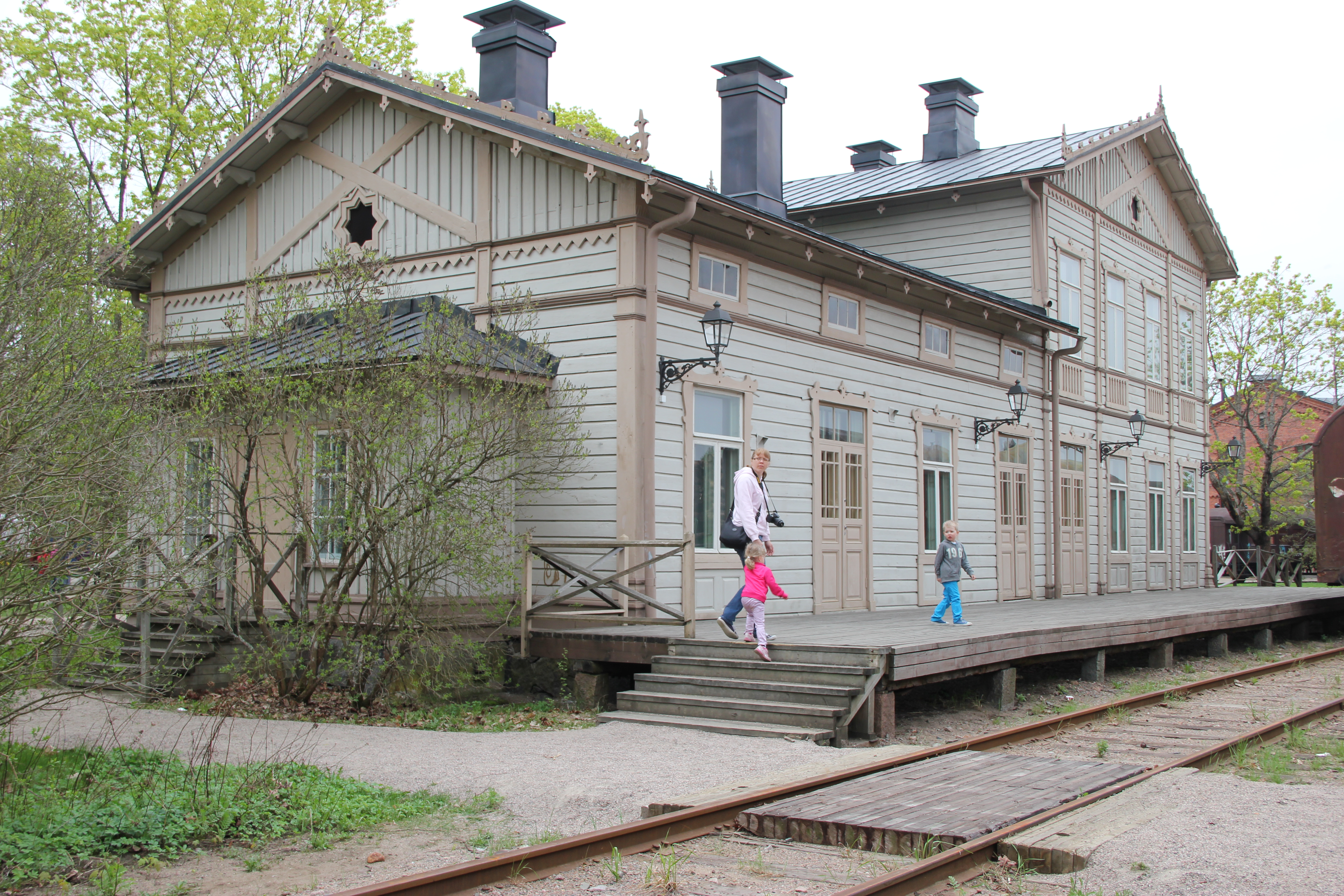
Gamla stationshuset
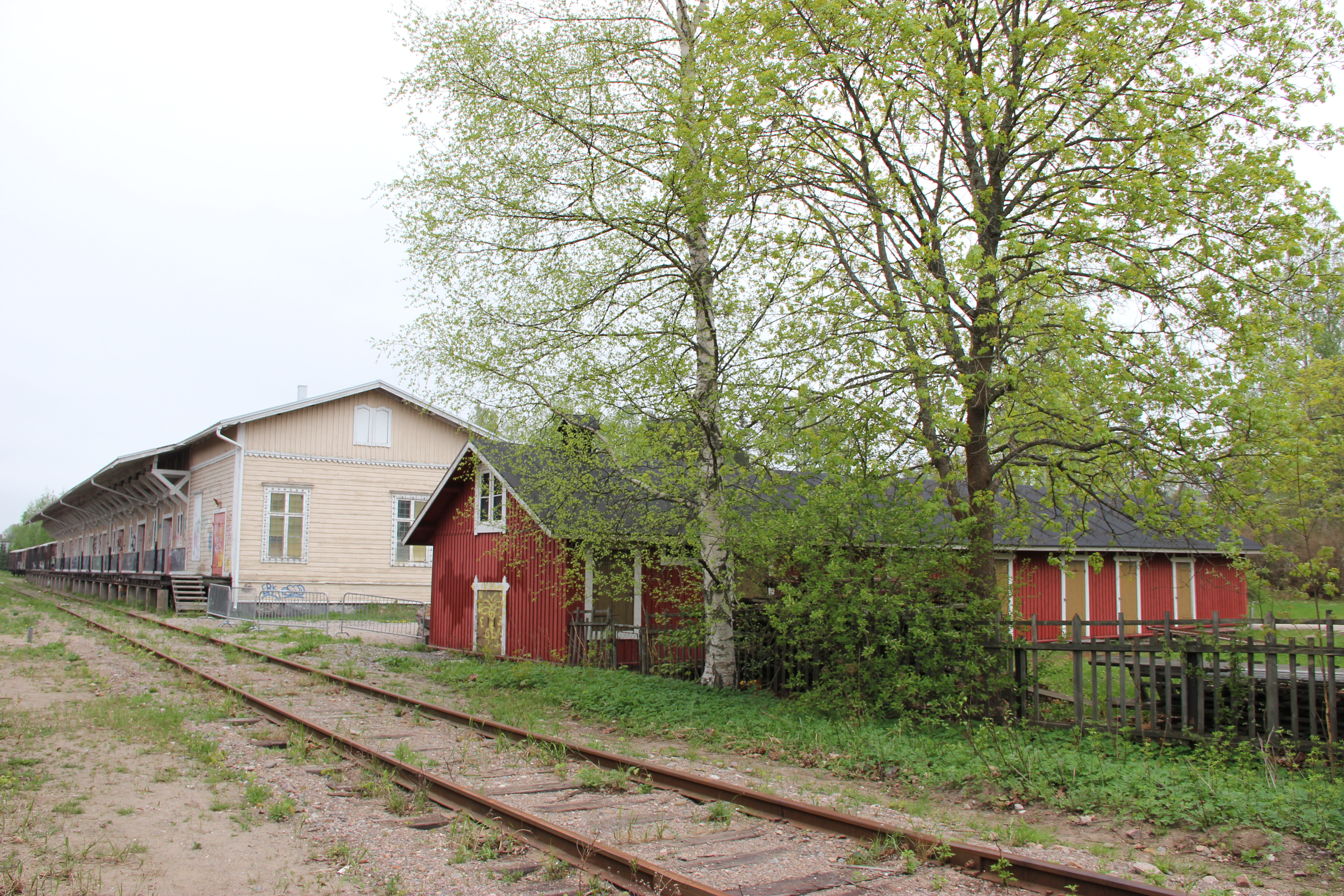
Godsmagasinet i fonden
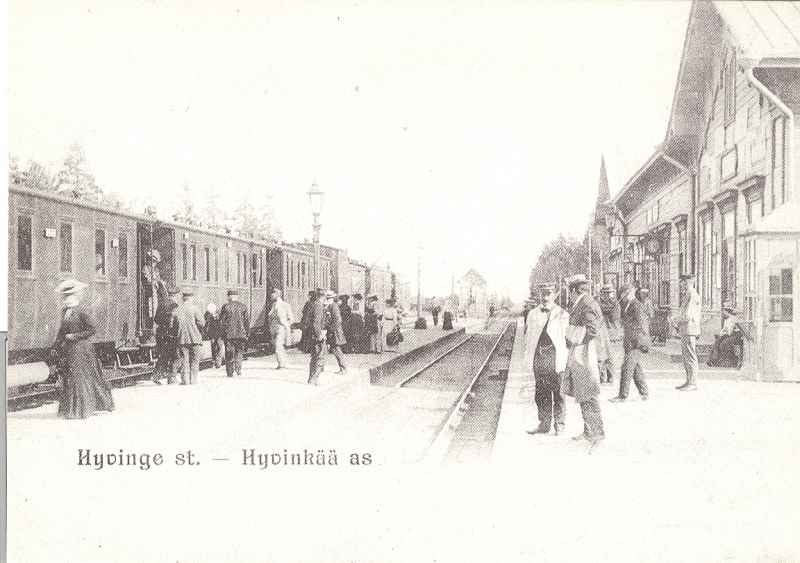
Bild från 1870–1890
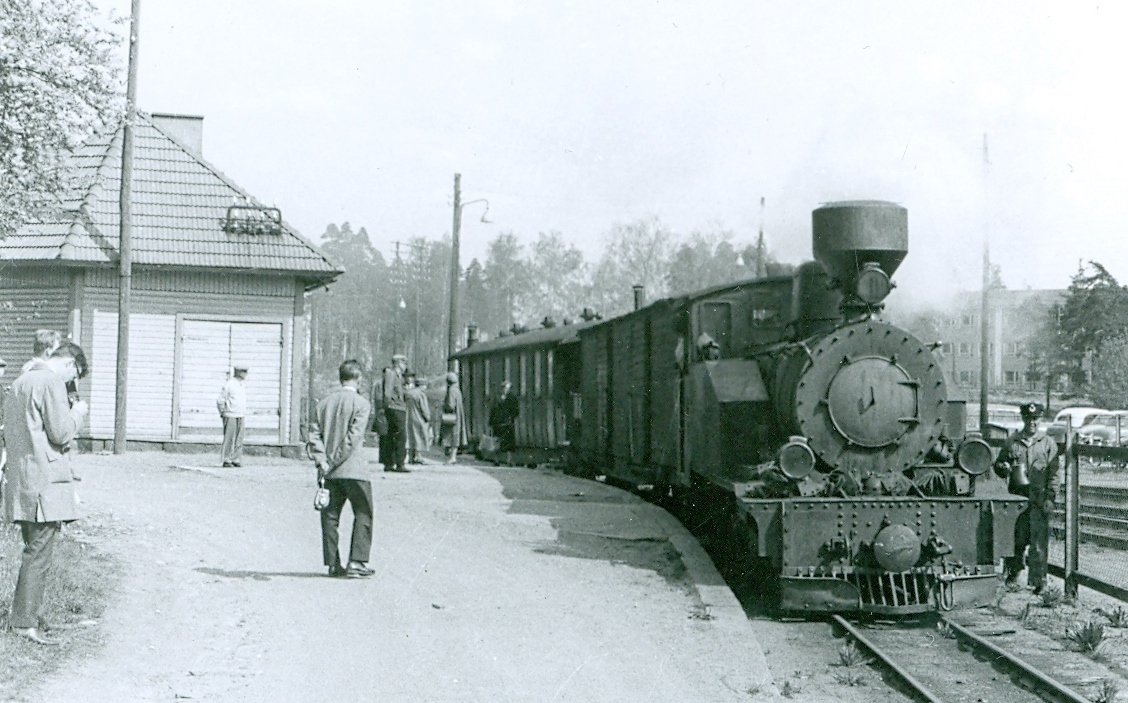
Persontåg 1960
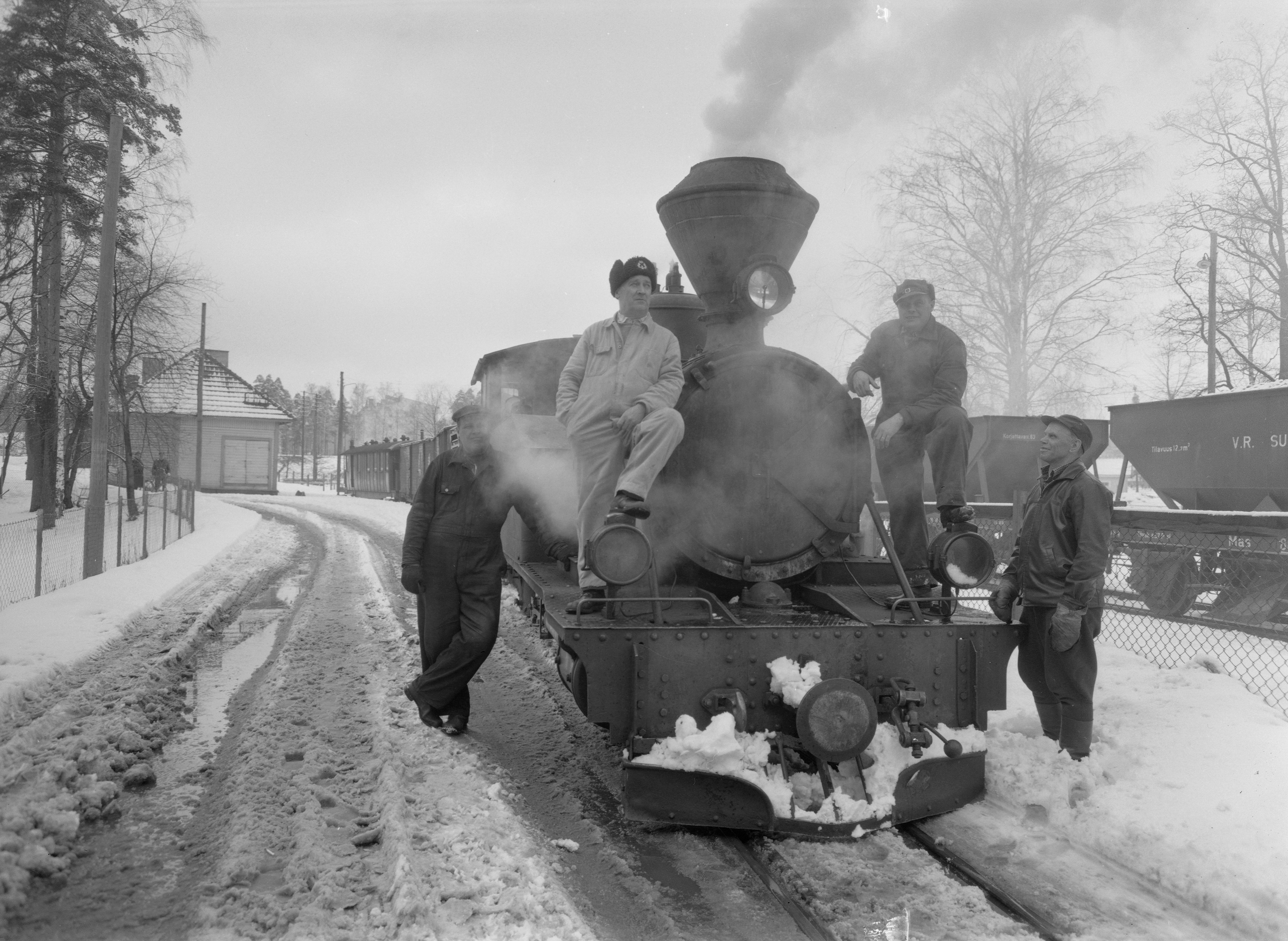
Smalspårslok på banan Hyvinge-Högfors, 1961